# Polianthes oaxacana
Polianthes oaxacana är en sparrisväxtart som beskrevs av García-mend. och E.Solano. Polianthes oaxacana ingår i släktet Polianthes och familjen sparrisväxter. Inga underarter finns listade i Catalogue of Life.